# 聖胡安里奧塞科

聖胡安里奧塞科是哥倫比亞的城鎮，位於該國中部，由昆迪納馬卡省負責管轄，距離首府波哥大117公里，始建於1801年，面積118平方公里，海拔高度2,635米，2005年人口8,187。
4°51′04″N 74°07′34″W / 4.85111°N 74.1261°W